# Valériane tubéreuse
Valeriana tuberosa
Espèce
Classification phylogénétique
La valériane tubéreuse (Valeriana tuberosa) est une petite plante herbacée appartenant au genre Valeriana et à la famille des Caprifoliacées (anciennement des Valérianacées).